# C (аніме)
[C], «[C]: Контроль», «Контроль душі» або «[C]: Гроші і можливість контролю душі» (англ. [C]: The Money of Soul and Possibility Control) — аніме-серіал 2011 р. виробництва студії Tatsunoko Production під керівництвом Кендзі Накамури і сценариста Нобору Такагі. [C] вийшов в ефір на Fuji TV в програмному блоці Noitamina між 14 квітня та 24 червня 2011 р. Funimation Entertainment випускав кожний епізод щочетверга, починаючи з 21 квітня 2011-го. Funimation придбала додаткові права на реліз аніме у відеопрокаті, що буде випущений в 2012 році. Жанр — наукова фантастика, трилер, бойовик, пригоди.
Опенінг Matoryoshika виконує NICO Touches the Walls, ендінг RPG — School Food Punishment.

## Сюжет
Дія сюжету розгортається в XXI столітті, коли японському уряду з великими труднощами вдається запобігти економічному краху країни. Однак після вжитих заходів в Японії підвищується рівень безробіття, число злочинів і самогубств.
19-річний студент другого курсу економічного університету Хейсі Кімімаро Йога веде звичний, хоча і важкий, стиль життя: вчиться, працює на двох роботах, він — одинак за характером. Сімейні неприємності і соціальні проблеми роблять з нього песимиста, хоча хлопець мріє про звичайне життя громадянського службовця. Багато років тому його батько зник безвісти, а мати померла: Йога виховувався своєю тіткою.
Проте одного разу він зустрів дивного чоловіка Такасакі, який запропонував йому велику суму грошей. Це ніби то повинно вирішити всі його проблеми. Але коли Кімімаро використав картку в банкоматі Масакакі зі зловісною посмішкою сказав, що «його майбутнє тепер належить йому». Скоро він дізнався, що раз на тиждень він буде укладати угоди в загадковому Фінансовому кварталі і у разі перемоги отримувати прибуток. Велика сумку на рахунку, дивна, але симпатична дівчина-актив, яка є його партнером, допомога з боку Мікуні Суічіро — все це добре. Але коли хлопець помітив, що щось не так з цими розрахунками у вигляді бартеру «твоє майбутнє — гроші», а реальний світ навколо нього почав змінюватися не в кращий бік, зрозумів, що потрапив у халепу, а справжні неприємності тільки починаються.

## Персонажі
- Кімімаро Йога (яп. 余賀 公磨)

19-річний студент другого курсу економічного університету Хейсі. Має каштанове волосся та світло-коричневі очі. Одягнений часто у синій піджак, білу сорочку і чорні джинси, бо намагається зберегти гроші.
Його батьки таємниче зникли, з сім'ї у нього залишилася тітка Кеко. Пізніше Йога виявив, що його батько був завзятим гравцем, пов'язаний з банком Мідас. Відчуває фінансові та соціальні проблеми. Працює на двох роботах. Після того, як потрапив у Фінансовий квартал, йому пощастило перемогти у своїй першій угоді без всякої на те підготовки (востаннє за таких умов це вдавалося Мікуні).
Кімімаро показаний як людина, яка захищає сім'ю і друзів, особливо батька і Масю. Ця характеристика виділяє його серед інших Антре. Спочатку він потрапляє під вплив Мікуні і вважає його мудрим вчителем. Проте пізніше усвідомлює, що в них різні погляди на сьогодення та майбутнє.
Кімімаро у дружніх відносинах з Дженніфер Сато. У романтичному плані практично себе ніяк не проявляє за винятком відносин з Масю. В кінці серіалу визнає, що вона його майбутнє і тільки заради неї він і б'ється. Йога має почуття до однокласниці Ханабі, хоча в неї вже є хлопець.
- Масю (яп. 真朱)

Прекрасна дівчина з виступами на голові, схожими на ріжки, і має здатність викликати в уяві вогняні атаки. Актив Кімімаро. Новачок, як і він. Спочатку не розуміла юнака, вважала його дивним за його надзвичайну дбайливість — оскільки вона всього лише актив — вела себе холодно і відсторонено, концентруючись лише на роботі. Поступово зблизилася з Йогою, особливо після того, як він пригостив її локшиною. У 7 серії, побачивши по телевізору процес поцілунку, зажадала зробити те ж саме з ним. В останній серії після визнання в коханні Кімімаро та їхнього першого справжнього поцілунку зникла. Подальша доля невідома. Її головні атакі — «Випалена Земля» (мецофляція) і «Перегрів економіки» (макрофляція).
- Мікуні Суічіро (яп. 三國 壮一郎)

Лідер Гільдії простаків, який вирішив спочатку вибрати Кімімаро як свого наступника. В дитинстві Мікуні настала фінансова криза, його маленька сестра захворіла і страждала від важкої хвороби. Її можна було вилікувати, якби були гроші. Тим не менш, його батько віддав перевагу вкласти гроші у свою фірму. У результаті компанія злетіла на вершину, а сестра потрапила в стан вічного коми. Вигравши гроші у Фінансовому кварталі, Мікуні купив батьківську фірму, відібравши в останнього все. У житті відомий як володар численних посад (директор, виконавчий директор тощо). Найочевиднішою є посада консультанта в інвестиційній компанії при Міністерстві Фінансів, але в реальності він однаково уміє впливати на уряд, фінансові органи і корпорації-гіганти. На його ім'я накладено негласне табу, воно рідко спливає в пресі. У Фінансовому кварталі він створив артіль і свідомо інвестує гроші в реальний світ. Мікуні Суічіро — останній суперник Йоги Кімімаро.
- К'ю (яп. キュー)

Основний актив Мікуні, а також його партнер. Вона відома як найсильніший актив у Фінансовому кварталі. У неї є любов їсти банкноти Мідаса як закуску. К'ю завжди здається сонною і є має захисника Аврору, що є ще одним з активів Мікуні. Її інфляція — здатність канібалізму дозволяє їй їсти інші активи і навіть самих Антре; вона здатна діяти на свій розсуд без інструкцій Мікуні. ЇЇ макроінфляція — здатність економічної блокади, яка може зупинити рухи противника. В кінці серіалу розкривається, що вона є прототипом молодшої сестри Мікуні.
- Дженніфер Сато (яп. ジェニファー・サトウ)

Світловолоса співробітниця, таємний агент Міжнародного Валютного Фонду 23-25 років. Понад п'ятдесят разів на момент розвитку сюжету вона побувала у Фінансовому кварталі, одинадцять разів з них укладаючи угоди і зливаючи секретну інформацію своєму начальству. Вона все ще вважається антре-початківцем. Дівчина працює на японську організацію (відділ МВФ), головною діяльністю якої є викриття справжньої природи Фінансового кварталу: для чого він потрібний, як гроші Мідаса впливають на реальний світ. У центрі державних економік завжди є Фінансові квартали, тому організація відправила дослідників у кожний з них. Сато направили до Токіо, щоб стежити за тими, хто, ймовірно, має туди доступ. Її головна мета — Мікуно Суітіро. Об'єднала зусилля з Кімімаро в боротьбі проти Мікуно, бо зрозуміла, що Йога може бути союзником чи ворогом в залежності від вибору, який він зробить, але програла Суітіро під час угоди. У неї ненаситний апетит до солодкого і фаст-фудів, і, як правило, вона любить говорити з дивними західними інтонаціями при розмові з іншими, хоча і вільно спілкується японською мовою. На відміну від інших Антре вона не зацікавлена в грошах Мідаса взагалі і користується неймовірною силою власних активів, щоб контролювати перемоги і поразкиі і тримати рахунок майже однаковим. Після перемоги Кімімаро вона сміється на вулиці і на сходах, де і зникає.
- Ханабі Ікута (яп. 生田 羽奈日)

Однокурсниця і найкращий друг Кімімаро. Схоже, Йога має якісь слабкі почуття до неї, попри те, що в дівчини вже є бойфренд, проте Ікута проявляє турботу про Кімімаро без жодних на то романтичних почуттів зі свого боку. У результаті спотворень реальності спочатку захворіла, а потім зійшла з розуму. Після того як Кімімаро відновлює майбутнє кожної людини глядач бачить дівчину як вчителя.
- Масакакі (яп. 真坂木)

Загадковий персонаж у вигляді клоуна, посланник Фінансового кварталу. Відрізняється зловісною посмішкою, великими очима і акулячими зубами. Часто діє за наказом таємничої верхівки Фінансового кварталу.

## Термінологія

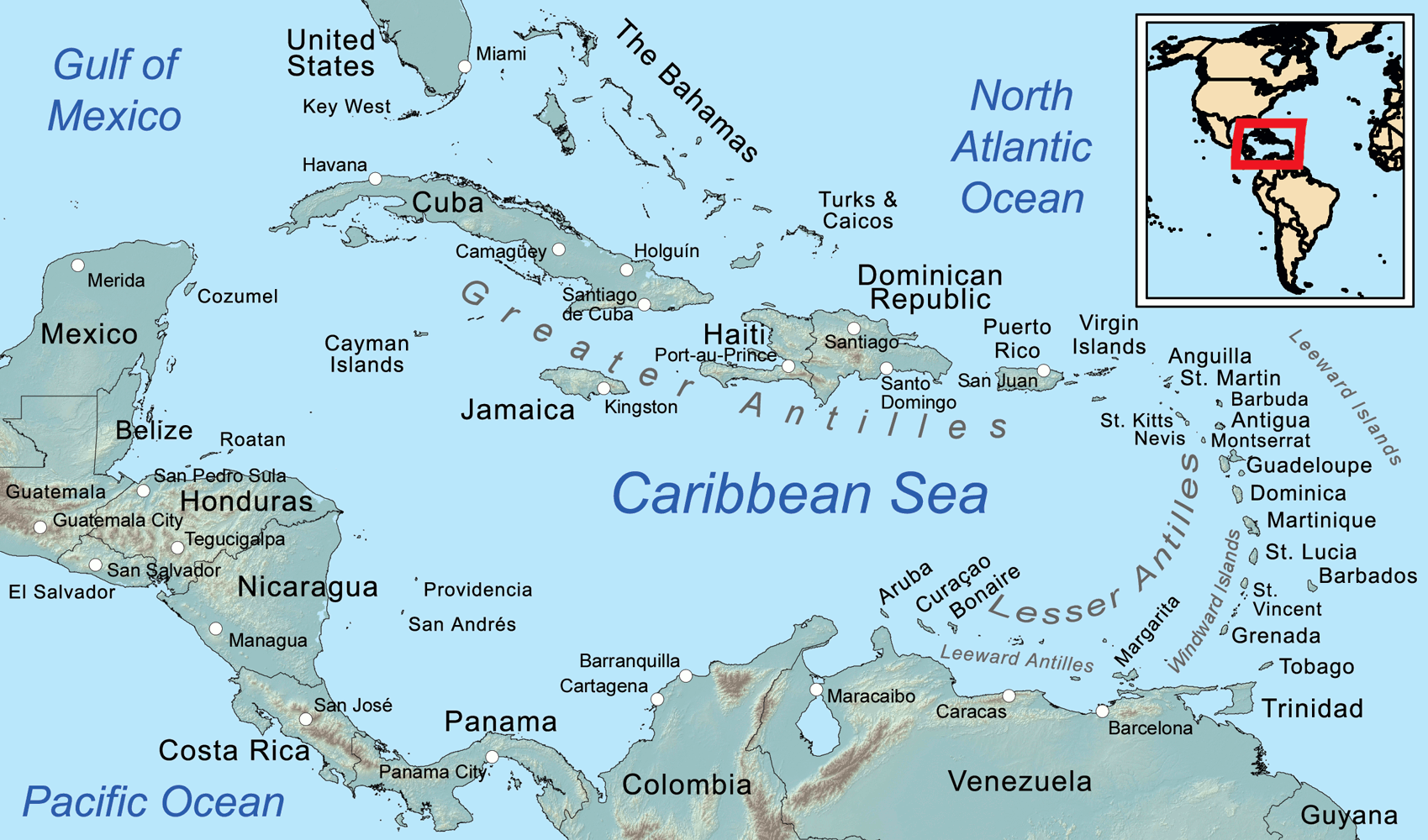
Карибське море. За сюжетом аніме, на його місці раніше існувала Карибська республіка.

- Антрепренер, скор. антре (яп. アントレ) — людина, що засновує нову угоду.

- Активи (яп. アセット) — особисте майно антрепренерів. Під час угоди вони допомагають їм здобути перемогу і отримати прибуток. Активи повинні як мінімум один раз на тиждень вступати в особисті угоди — це їхнє право і обов'язок. Щоб викликати свій актив, необхідно активувати особисту картку доступу в Фінансовий квартал. Актив уособлює майбутнє антре. За допомогою карти Мідаса можна і спілкуватися з активом. Активи захищають антре в міру своїх здібностей і без наказу останніх вони атакувати не можуть. Атаки називаються «інфляціями» і бувають трьох рівнів: макро, мецо і мікро; іншими словами, високий, середній і низький. Вартість активації мікро коштує мінімум 100 000, меццо — мінімум 1 000 000, макро коштує від 10 000 000.

- Угода (яп. ディール) — над головною площею Фінансового кварталу знаходиться табло, де відображаються дані про стан справ супротивників. Угода — це бій антрепренерів і їхніх активів з метою нанесення найбільшої поразки у фінансовому сенсі цих слів. Вона починається словами «Угода відкрита», а таймер починає відлік часу з 666 до 0. Правила битви прості: якщо потрапляєш під атаку, втрачаєш гроші; якщо витратити на атаку, яка потрапить у ціль, отримаєш прибуток. Актив може отримати сильні поранення, однак вони у них швидко заживають. Головним наслідком будь-якої угоди є ефект викривлення реальності, коли світ змінюється непомітно для її жителів, але учасники Фінансового кварталу це здатні помітити.

- Фінансовий квартал (яп. 金融街) — загадкове фінансове місто, де створюються угоди і знаходяться антре з їхніми активами. У реальному світі відомий як комерційний банк «Мідас». Достовірно невідомо, скільки існує Фінансовий квартал. В одній зі східноєвропейських легенд йдеться про те, як людина, яка відіграла величезні гроші, знищила ціле поселення. Якщо вважати її доказом, то місто існувало ще в Середньовіччі. А, може, це просто аналогічний випадок. Час потрібен тільки на перехід в інший світ, на повсякденне життя людини це не впливає. Ті, хто приймають запрошення до Фінансового кварталу, отримують право на вхід, а також знімати гроші в будь-якому банкоматі, проте в заставу квартал бере майбутнє людини. Крім того, людина починає бачити реальність трохи в іншому плані (вона може відрізняти гроші реального світу і гроші банку Мідас/Фінансового кварталу). Масштаб Фінансового кварталу пропорційний обсягу економіки країни. Покинути Фінансовий квартал можна тільки через банкрутство (наприклад, після великого програшу або досягненні нульового балансу на особистому рахунку), але якщо це відбудеться, людина зіткнеться з труднощами в реальному світі. Банкрутство означає втрату власного майбутнього.

## Список епізодів
| № | Назва                                         | Дата виходу    |
| --- | --------------------------------------------- | -------------- |
| 1 | Ускладнення «Complication» (複雑)             | 14 квітня 2011 |
| Чоловік біля банкомату відчайдушно намагається зняти гроші. Нарешті з портмоне він дістає картку Мідаса, укладає угоду й обирає противника. Потім викликає таксі та відправляється в Фінансовий квартал. Мікуні Суічіро міркує про те, що таке гроші. Пізніше він дізнається про те, що з ним уклали угоду. Мікунь перемагає новачка. Сюжет переноситься в університетську аудиторію. Викладач пояснює нову тему. Студент другого курсу Кімімаро Йога розповідає своїй подрузі Ханабі, чому він почав готуватися до іспитів. Кімімаро перевіряє свій банківський рахунок і шкодує про його малість. У метро він дізнається, що хтось стрибнув під потяг. На роботі Йога пояснює своїм напарникам, про що він мріє. Його провідує Ханабі, яка віддає йому список завдань для контрольної роботи. Він дізнається, що у неї є хлопець. Удома до студента навідується загадкова людина, Масакакі, який різними спокусливими пропозиціями пропонує йому варіант продуктивнішого способу заробітку. Кімімаро, дізнавшись про умови, відмовляється. Але наступного дня Йога виявляє пристойну цифру на рахунку в банкоматі і знімає деяку суму. Масакакі, зловісно посміхаючись, показує картку Мідаса, від чого колір очей Йоги змінюється, викликає таксі і відвозить хлопця до Фінансового кварталу. |                                               |                |
| 2 | Збіг «Coincidence» (暗合)                     | 21 квітня 2011 |
| Масакакі привозить Кімімаро в центр Фінансового кварталу. Він коротко пояснює йому правила, представляє йому його актив, Масю. Хлопця втягують в його перший бій з іншим антре, в якому він на подив багатьох перемагає. На цю операцію мимоволі звертають увагу господар Гільдії, Мікуні Суічіро, торговець інформації та агент МВФ. Знесиленого Кімімаро повертають в реальний світ. Поступово він починає помічати дивні речі, які не бачать інші люди, наприклад, банкноти Мідаса. Мікуні відвідує Йогу, щоб дізнатися, що він за людина. |                                               |                |
| 3 | Змова «Conspiracy» (陰謀)                     | 28 квітня 2011 |
| Агент МВФ розповідає про історію Фінансового кварталу. Вона відправляється туди, перемагає в Угоді, паралельно розповідаючи про те, як вона туди потрапила. Дівчина також стежить за Кімімаро, по дорозі помічаючи, як змінюється світ через угоди. Її головна мета - Мікуні Суічіро. Кімімаро відвідує свою тітку, щоб дізнатися про свого батька. Він дізнається, що той був замішаний у справах Фінансового кварталу і також був антре. У Кварталі він вступає в конфлікт з Масакакі. Мікуні допомагає дізнатися йому про батька у торговця інформації. Після цього Суічіро розповідає Йозі про свого батька, що показує, що них багато спільного. Господар Гільдії дає хлопцю пораду, що робити далі. В кінці серії Кімімаро дізнається, що його наступним противником по угоді буде його викладач. |                                               |                |
| 4 | Зміна «Conversion» (転換)                     | 5 травня 2011  |
| Показуються минулі події, обставини знайомства Кімімаро та викладача. У важкій сутичці Кімімаро завдяки Мікуні таки перемагає свого супротивника, що призводить до банкрутства і висилці останнього. Суічіро разом зі своїми напарниками міркує про подальшу стратегію Гільдії. Кімімаро перетинається з учителем в університеті. Вдома той розповідає про обставини свого потрапляння в Квартал. Пізніше студент дізнається, що ефектом поразки викладача було зникнення його дітей, які опинилися просто стертими з історії. Чоловік розповідає хлопцю про наслідки угод і радить йому вступити в Гільдію Простаків. Мікуні Суічіро ідеально перемагає свого нового суперника. |                                               |                |
| 5 | Удосконалення «Cultivation (Training)» (修練) | 12 травня 2011 |
| Учасники Гільдії простаків б'ються з суперниками. Вони здобувають перемоги з невеликою перевагою завдяки точному плану контролю за угодами. Мікуні пояснює Кімімаро принцип роботи Гільдіі.Але через власну помилку Йога програє. Мікуні тим часом розмовляє з віце-президентом про способи протидії фінансовій кризі в країні. Студент, почувши від таксиста про небезпеку програшу, перевіряє своє життя і знайомих, але не знаходить негативних наслідків. Агент МВФ розмовляє з учасником Гільдії, який зливає їй інформацію. Масю починає проявляти захоплений інтерес до життя Кімімаро. Під час наступної Угоди стикаються двоє потужних антре. В реальному світі Йога дізнається про крах однієї великої компанії. Від викладача юнак дізнається, що банкрутство компанії зламає життя десяти тисяч людей, а дружина пішла від учителя. Мікуні розповідає Кімімаро, що він знижує вплив угод на світ за допомогою грошей Гільдії простаків. Агент МВФ повідомляє своєму керівництву про те, що фінансова ситуація в світі поглиблюється. Йога офіційно вступає в Гільдію. |                                               |                |
| 6 | Конфлікт «Conflict» (葛藤)                    | 19 травня 2011 |
| 7 | Становлення «Composition» (組成)              | 26 травня 2011 |
| 8 | Впевненість «Confidence» (信用)               | 2 червня 2011  |
| 9 | Повалення «Collapse» (破綻)                   | 9 червня 2011  |
| 10 | Сутичка «Collision» (衝突)                    | 16 червня 2011 |
| 11 | Контроль (Майбутнє) «Control (Future)» (未来) | 23 червня 2011 |

## Цікаві факти
- Посланник Фінансового кварталу Масакакі підозріло нагадує Мефістофеля з «Фауста» Гете або змія з біблійного міфа про Адама і Єву.
- Під час опенінга проглядаються валюти різних країн світу та історичні події минулого.
- У результаті спотворень реальності зникла така країна як Карибська Республіка.

### Критика
- Anime Review: C: The Money of Soul and Possibility Control
- C: The Money of Soul and Possibility Control Review